# 地球調査船アメディゾン
『雨上がり決死隊の地球調査船アメディゾン』（あめあがりけっしたいの ちきゅうちょうさせんアメディゾン）は、2007年4月4日から2009年4月1日までテレビ東京系のスキバラ枠（18:30 - 19:00）水曜日で放送されていたバラエティ番組である。

## 番組概要
初期のころは、アイデアグッズの使い方を当てるクイズ（アビィ曰く、宇宙人の調査員たちが地球人の知能を理解できないのは恥であるという）だったが、その後、選択肢の中から1つのみ該当しないものを避けて答える「地雷避け」になった。素材から化学反応を起こす1つの素材の選択を避ける「ふしぎ地雷1/7」や、外国人の反応や都内の小学生の人気ランキングを調べるための言葉あて等があった。出演者全員が「地雷」を避ければ（セーフならば）ご褒美スイーツにありつけ、アウトの場合には罰ゲーム（電気ビリビリ、ギコギコ、外国人の剛腕男のとても痛いお仕置き）があるのが恒例だった。

## 出演者
- 雨上がり決死隊
  - 宮迫博之
「ラビィ星人」という設定。
  - 蛍原徹
「のっぺり星人」という設定。この名前は、蛍原がピンで活動していた頃の芸名に由来する。
- ほっしゃん。
人形キャラクター「アビィ☆ラビィ船長」の声。
- 真地勇志
ナレーション。
- ゲスト
約4名のゲスト。主にお笑いコンビ、男性タレント、女性アイドルの組み合わせ。

## ルール

### 地球の地雷ゲーム
一人ずつ、地雷（アウト）ではないように選ぶ。アビィに呼ばれた人が順番に行う。選んだら台にあがって、アビィが「コールせよ！」と言った後、選んだ人がコールを言う。そして判定の結果、セーフならば次の人に回せる。アウトだと罰ゲームを受け、即終了となる。
全員正解するとご褒美のスイーツ（明太子などの料理の場合もある）を堪能できる。1番手は雨上がり決死隊の宮迫or蛍原または男性･女性タレントの出演者で（2、3番目も同様）、最後はお笑い芸能人が多い。なお、内容が「小学生の好きな○○ベスト4」などのランキング問題だった場合1～4位までを順番に当てることに成功した場合、ご褒美スイーツに加え10万円のボーナスがもらえる。

### 罰ゲーム詳細
- ｢電気ビリビリ｣

コール者の右腕に｢DANGER｣と書かれた黄色と黒の装置をつけ、アウトだった場合そこから電流が走る罰ゲーム。
調査対象が食べ物の場合にされることが多く電流が走るのがアビィの宣言より早く（箸を付けた直後など）なることがある。
- ｢ギコギコ｣

「ギコギコ団」（「ぎこぎこ団」と平仮名表記の場合もある）という全身黒タイツに白い仮面をつけた3人による罰ゲーム。
アビィが｢ギコギコ（団）！｣と呼び出すと｢ギコギコ～！｣と叫びながらギコギコ団が登場。
二人がコール者を抑えた後、アビィの｢お願いします（大抵はローテンションな声）｣で開始。一人が巨大なノコギリのようなものを対象の両足へ切るように往復させる。アビィの合図でギコギコは終了しギコギコ団はそのまま退場するが、たまにもう一度ギコギコになることもあった。
このほか発泡スチロール製の小道具でどつかれる、炭酸ガス噴射、にぎりっ屁などがあった（いずれも執行は外国人）。
- 当初罰ゲームは前述の外国人が扮装したさまざまな人物から小道具でどつかれるものであったが、お仕置き役の人物が足を骨折したため2009年3月18日放送分までは前半が電気ビリビリ、後半がギコギコだった。
- 罰ゲームの電気ビリビリ、ギコギコはお笑い芸能人が受ける可能性が比較的高い。ギコギコは相当痛いらしく、たむらけんじは「なんでこの罰ゲーム会議で通ったん」と言っていた。
- 女性で電気ビリビリを受けたのは2008年10月29日放送のAKINAと2009年3月18日放送の南海キャンディーズしずちゃんの2人であった。また、女性でギコギコの罰を受けた者はいなかった。
- 2009年3月25日にギコギコ団MAXという、いつもより大柄のギコギコ団が登場。しかし、宮迫らに押さえつけられてしまい仮面をはがされその正体がインパルスの堤下敦だったことが明かされ、最後は宮迫らに初の逆ギコギコをやられてしまった。

## スタッフ
- 構成：北本かつら／石井裕之、遠藤敬、西田哲也、森
- ブレーン：鈴木工務店、たちばなひとなり
- 監修：斉藤敏豪
- リサーチ：山川俊司、ビル坂恵、フルタイム
- 技術：西巻昭夫
- 映像調整：芹野昭義
- カメラマン：石田和良
- 音声：斉藤孝行
- 照明：曽我秀樹
- 美術プロデューサー：三浦良文
- 美術デザイン：薬王寺哲朗
- 美術進行：仙田拓也
- CG：峰野ともこ（アイブリックスタジオ）
- 人形操作：スタジオ・ノーヴァ
- キャラクターデザイン：季里
- メイク：永野早希子
- VTR編集：北浦美夫
- MA：植木俊彦
- 音響効果：山口将史（3×7）
- 番宣：保科啓（テレビ東京）
- AP（アシスタントプロデューサー）：竹内美佳（テレビ東京）、磯崎千絵
- AD：森山史崇
- ディレクター：大谷真也、石本典隆、高橋淳、山本健太郎
- チーフディレクター：土屋良介
- 演出：株木亘（テレビ東京）
- プロデューサー：山崎圭介・大庭竹修（テレビ東京）、神田信二（よしもとクリエイティブ・エージェンシー）、加茂忠夫
- 技術協力：テクノマックス、麻布プラザ
- スタッフ協力：office KLEIN
- 制作協力：吉本興業
- 製作著作：テレビ東京

## ネット局と放送時間
| 放送対象地域   | 放送局                | 系列           | 放送時間           | ネット状況 |
| -------------- | --------------------- | -------------- | ------------------ | ---------- |
| 関東広域圏     | テレビ東京（TX）      | テレビ東京系列 | 水曜 18:30 - 19:00 | 制作局     |
| 大阪府         | テレビ大阪（TVO）     | テレビ東京系列 | 水曜 18:30 - 19:00 | 同時ネット |
| 愛知県         | テレビ愛知（TVA）     | テレビ東京系列 | 水曜 18:30 - 19:00 | 同時ネット |
| 岡山県・香川県 | テレビせとうち（TSC） | テレビ東京系列 | 水曜 18:30 - 19:00 | 同時ネット |
| 福岡県         | TVQ九州放送（TVQ）    | テレビ東京系列 | 水曜 18:30 - 19:00 | 同時ネット |
| 石川県         | テレビ金沢（KTK）     | 日本テレビ系列 | 木曜 24:29 - 24:59 | 遅れネット |
| 熊本県         | 熊本放送（RKK）       | TBS系列        | 木曜 24:34 - 25:04 | 遅れネット |

### 途中打ち切りのネット局
| 放送対象地域 | 放送局              | 系列           | 放送時間           | ネット状況 |
| ------------ | ------------------- | -------------- | ------------------ | ---------- |
| 北海道       | テレビ北海道（TVh） | テレビ東京系列 | 水曜 18:30 - 19:00 | 同時ネット |